# The Big Bang Theory (5.ª temporada)
A quinta temporada de The Big Bang Theory, teve início no dia 22 de Setembro de 2011  e terminou em 10 de maio de 2012 no canal CBS.

## Elenco
- Johnny Galecki - Leonard Hofstadter está presente em todos os episódios
- Jim Parsons - Sheldon Cooper está presente em todos os episódios
- Kaley Cuoco - Penny está presente em todos os episódios
- Simon Helberg - Howard Wolowitz está presente em todos os episódios
- Kunal Nayyar - Rajesh Koothrappali está presente em todos os episódios
- Mayim Bialik - Amy Farrah Fowler está ausente por três episódios (07, 20 e 21)
- Melissa Rauch - Bernadette Rostenkowski está ausente por dois episódios (02 e 06)

## Episódios
| N.º na série | N.º na temp. | Título                                                                    | Dirigido por    | Escrito por | Exibição original       | Audiência EUA (milhões) |
| --- | ------------ | ------------------------------------------------------------------------- | --------------- | --- | ----------------------- | ----------------------- |
| 88 | 1            | "The Skank Reflex Analysis A Análise do Reflexo de Piranha"               | Mark Cendrowski | História: Eric Kaplan, Maria Ferrari e Antonio Del Broccolo Adaptação: Chuck Lorre, Bill Prady e Steven Molaro       | 22 de setembro de 2011  | 14.30                   |
| Penny imagina o quanto vai afetar a sua amizade com os meninos por conta de ter passado a noite com Raj, enquanto Sheldon se torna líder do time de paintball. |              |                                                                           |                 | |                         |                         |
| 89 | 2            | "The Infestation Hypothesis A Hipótese de Infestação"                     | Mark Cendrowski | História: Bill Prady, Steven Molaro e Maria Ferrari Adaptação: Chuck Lorre, Jim Reynolds e Steve Holland             | 22 de setembro de 2011  | 14.94                   |
| Uma discussão entre Sheldon e Penny acaba sobrando para Amy, enquanto Leonard tenta aprofundar a sua relação "de longa distância" com Priya. NOTA: Neste episódio, Amy toca um trecho da música "Garota de Ipanema" em sua harpa.                                                                          |              |                                                                           |                 | |                         |                         |
| 90 | 3            | "The Pulled Groin Extrapolation A Extrapolação da Virilha Estendida"      | Mark Cendrowski | História: Bill Prady, Steven Molaro e Dave Goetsch Adaptação: Chuck Lorre, Eric Kaplan e Jim Reynolds                | 29 de setembro de 2011  | 14.74                   |
| Leonard acompanha Amy a um casamento. Enquanto isso, Howard e Bernadette passam o fim de semana com a Sra. Wolowitz, para que Howard convença Bernadette que morar com sua mãe pode não ser tão ruim. Sheldon compra uma coleção de trens em miniatura.                                                    |              |                                                                           |                 | |                         |                         |
| 91 | 4            | "The Wiggly Finger Catalyst O Dedo Nervoso Catalisador"                   | Mark Cendrowski | História: Chuck Lorre, Dave Goetsch e Anthony Del Broccolo Adaptação: Bill Prady, Steven Molaro e Steve Holland      | 6 de outubro de 2011    | 13.92                   |
| Penny dá uma de cupido para Raj, o que resulta nele encontrar uma garota com quem ele se sente confortável para conversar. Participação especial; Katie Leclerc (Switched at Birth) |              |                                                                           |                 | |                         |                         |
| 92 | 5            | "The Russian Rocket Reaction A Reação do Foguete Russo"                   | Mark Cendrowski | História: Bill Prady, Steven Molaro & Jim Reynolds Adaptação: Chuck Lorre, Eric Kaplan & Maria Ferrari               | 13 de outubro de 2011   | 13.58                   |
| Sheldon e Leonard são convidados para uma festa na casa de Will Wheaton, e Howard recebe uma proposta inacreditável. |              |                                                                           |                 | |                         |                         |
| 93 | 6            | "The Rhinitis Revelation A Revelação da Rinite"                           | Howard Murray   | História: Chuck Lorre, Eric Kaplan e Steve Holland Adaptação: Bill Prady, Steven Molaro e Jim Reynolds               | 20 de outubro de 2011   | 14.93                   |
| Sheldon disputa a atenção da mãe dele com seus colegas quando ela resolve fazer-lhes uma visita. |              |                                                                           |                 | |                         |                         |
| 94 | 7            | "The Good Guy Fluctuation A Flutuação do Cara Legal"                      | Mark Cendrowski | História: Chuck Lorre, Dave Goetsch e Maria Ferrari Adaptação: Bill Prady, Steven Molaro e Steve Holland             | 27 de outubro de 2011   | 14.54                   |
| Uma bonita artista de revista em quadrinhos coloca o relacionamento de Leonard e Pryia em teste, enquanto que Sheldon tenta assustar seus colegas no Halloween. |              |                                                                           |                 | |                         |                         |
| 95 | 8            | "The Isolation Permutation A Permutação do Isolamento"                    | Mark Cendrowski | História: Chuck Lorre, Eric Kaplan e Tara Hernandez Adaptação: Bill Prady, Steven Molaro e Steve Holland             | 03 de novembro de 2011  | 15.98                   |
| Amy fica chateada quando Bernadette e Penny vão procurar vestidos de casamentos sem ela. |              |                                                                           |                 | |                         |                         |
| 96 | 9            | "The Ornithophobia Diffusion A Difusão da Ornitofobia"                    | Mark Cendrowski | História: Chuck Lorre, Dave Goetsch e Anthony Del Broccolo Adaptação: Bill Prady, Steven Molaro e Eric Kaplan        | 10 de novembro de 2011  | 15.89                   |
| Leonard e Penny tentam passar um tempo apenas como amigos, enquanto Sheldon tenta superar seu medo de aves. |              |                                                                           |                 | |                         |                         |
| 97 | 10           | "The Flaming Spittoon Acquisition A Aquisição da Escarradeira Flamejante" | Mark Cendrowski | História: Chuck Lorre, Steven Molaro e Dave Goetsch Adaptação: Bill Prady, Jim Reynolds e Steve Holland              | 17 de novembro de 2011  | 15.05                   |
| Sheldon fica com ciúmes quando Stuart convida Amy para sair. |              |                                                                           |                 | |                         |                         |
| 98 | 11           | "The Speckerman Recurrence A Recorrência de Speckerman"                   | Anthony Rich    | História: Chuck Lorre, Bill Prady e Steve Holland Adaptação: Steven Molaro, Eric Kaplan e Anthony Del Broccolo       | 8 de dezembro de 2011   | 14.02                   |
| Leonard enfrentará um valentão da escola, Jimmy Speckerman (interpretado por Lance Barber), que está fazendo um retorno em sua vida. Ao mesmo tempo, em relação à questão de valentões, Penny percebe que ela pode ter sido uma, quando ela estava na escola.                                              |              |                                                                           |                 | |                         |                         |
| 99 | 12           | "The Shiny Trinket Maneuver A Manobra da Argola Brilhante"                | Mark Cendrowski | História: Chuck Lorre, Steve Holland e Tara Hernandez Adaptação: Bill Prady, Steven Molaro e Jim Reynolds            | 12 de janeiro de 2012   | 16.13                   |
| Howard lida com o fato de que Bernadette não quer filhos, enquanto Sheldon fica em apuros com Amy quando ele não está impressionado com sua mais recente realização, e Penny deve ajudá-lo com seu relacionamento .                                                                                        |              |                                                                           |                 | |                         |                         |
| 100 | 13           | "The Recombination Hypothesis A Hipótese da Recombinação"                 | Mark Cendrowski | História: Chuck Lorre Adaptação: Bill Prady e Steven Molaro                                                          | 19 de janeiro de 2012   | 15.83                   |
| Após 2 anos do fim de seu namoro, Leonard e Penny tentam voltar a namorar. |              |                                                                           |                 | |                         |                         |
| 101 | 14           | "The Beta Test Initiation A Iniciação do teste Beta"                      | Mark Cendrowski | História: Chuck Lorre, Steven Molaro e Eric Kaplan Adaptação: Bill Prady, Dave Goetsch e Maria Ferrari               | 26 de janeiro de 2012   | 16.13                   |
| Penny e Leonard experimentam em seu novo relacionamento; Raj cria um vínculo com sua assistente virtual de atendimento. |              |                                                                           |                 | |                         |                         |
| 102 | 15           | "The Friendship Contraction A Contração da Amizade"                       | Mark Cendrowski | História: Chuck Lorre, Eric Kaplan & Jim Reynolds Adaptação: Bill Prady, Steven Molaro & Steve Holland               | 02 de fevereiro de 2012 | 16.54                   |
| Leonard não consegue mais aguentar o egoísmo contínuo de Sheldon. Howard quer ter um apelido legal para quando ele se tornar um astronauta. |              |                                                                           |                 | |                         |                         |
| 103 | 16           | "The Vacation Solution A Solução de Férias"                               | Mark Cendrowski | História: Chuck Lorre, Anthony Del Broccolo e Tara Hernandez Adaptação: Bill Prady, Steven Molaro e Maria Ferrari    | 9 de fevereiro de 2012  | 16.21                   |
| Sheldon relaxa trabalhando com Amy em seu laboratório de neurobiologia após a universidade ordenar que ele tire férias. Enquanto isso, Howard fica preocupado quando Bernadette sugere que eles devem assinar um acordo pré-nupcial.                                                                       |              |                                                                           |                 | |                         |                         |
| 104 | 17           | "The Rothman Disintegration A Desintegração de Rothman"                   | Mark Cendrowski | História: Chuck Lorre, Bill Prady e Steve Holland Adaptação: Steven Molaro, Eric Kaplan e Jim Reynolds               | 16 de fevereiro de 2012 | 15.65                   |
| Quando um novo escritório é disponibilizado, Sheldon briga com seu inimigo, Kripke. Além disso, Penny fica perturbada com um presente de Amy. |              |                                                                           |                 | |                         |                         |
| 105 | 18           | "The Werewolf Transformation A Transformação em Lobisomem"                | Mark Cendrowski | História: Chuck Lorre, Todd Craig e Gary Torvinen Adaptação: Bill Prady, Steven Molaro, Jim Reynolds e Maria Ferrari | 23 de fevereiro de 2012 | 16.20                   |
| A vida de Sheldon fica de cabeça para baixo quando seu barbeiro fica doente. Enquanto isso, um treinamento astronauta faz com que Wolowitz repense em sua decisão de ir ao espaço. |              |                                                                           |                 | |                         |                         |
| 106 | 19           | "The Weekend Vortex O Vórtex do Fim de Semana"                            | Mark Cendrowski | História: Chuck Lorre, Bill Prady e Tara Hernandez Adaptação: Steven Molaro, Eric Kaplan e Steve Holland             | 8 de março de 2012      | [ 18 ]                  |
| Raj planeja uma maratona de vídeo game com os seus amigos e Sheldon tenta fazer parte do final de semana ao invés de ir a festa de aniversário da tia de Amy. |              |                                                                           |                 | |                         |                         |
| 107 | 20           | "The Transporter Malfunction O Defeito do Teletransportador"              | Mark Cendrowski | História: Chuck Lorre, Bill Prady e Maria Ferrari Adaptação: Steven Molaro, Jim Reynolds e Steve Holland             | 29 de março de 2012     | 13.96                   |
| Penny compra para Leonard e Sheldon teletransportadores do "Star Trek" como agradecimento, mas Sheldon acaba quebrando o seu e troca pelo de leonard levando ele a ser assombrado pelo Mr. Spock. Enquanto isso, Raj decide conhecer a “futura Sra. Koothrappali” após seus pais terem marcado o encontro. |              |                                                                           |                 | |                         |                         |
| 108 | 21           | "The Hawking Excitation A Excitação de Hawking"                           | Mark Cendrowski | História: Bill Prady, Steven Molaro e Steve Holland Adaptação: Chuck Lorre, Eric Kaplan e Maria Ferrari              | 5 de abril de 2012      | 13.29                   |
| É solicitado que Howard arrume a cadeira de rodas de Stephen Hawking e Sheldon fica maravilhado quando vê a possibilidade de encontrar seu ídolo, mas Howard não vai facilitar as coisas para Sheldon. |              |                                                                           |                 | |                         |                         |
| 109 | 22           | "The Stag Convergence A Convergência dos Solteiros"                       | Peter Chakos    | História: Billy Prady, Steve Holland e Eric Kaplan Adaptação:Chuck Lorre, Steven Molaro e Jim Reynolds               | 26 de abril de 2012     | 12.65                   |
| Raj faz os preparativos da despedida de solteiro de Howard, porém algumas histórias antigas caem na internet e ameaçam o seu noivado. |              |                                                                           |                 | |                         |                         |
| 110 | 23           | "The Launch Acceleration A Aceleração do Lançamento"                      | Mark Cendrowski | História: Chuck Lorre, Steven Molaro e Jim Reynolds Adaptação: Bill Prady, Steve Holland e Maria Ferrari             | 3 de maio de 2012       | 13.91                   |
| Amy quer algo mais sério com Sheldon, Howard se mostra preocupado com a viagem ao espaço. |              |                                                                           |                 | |                         |                         |
| 111 | 24           | "The Countdown Reflection A Reflexação da Contagem Regressiva"            | Mark Cendrowski | História: Bill Prady, Eric Kaplan e Steve Holland Adaptação: Chuck Lorre, Steven Molaro e Jim Reynolds               | 10 de maio de 2012      | 13.72                   |
| Durante o lançamento do foguete ao espaço, Howard se lembra do casamento. |              |                                                                           |                 | |                         |                         |